# Краснолучский мясокомбинат
Краснолучский мясокомбинат — предприятие пищевой промышленности в городе Красный Луч Луганской области, прекратившее своё существование.

## История
Краснолучский мясокомбинат был построен в городе Красный Луч вскоре после окончания Великой Отечественной войны и введён в эксплуатацию в начале 1950-х годов.
Предприятие занималось переработкой мяса и изготовлением мясных полуфабрикатов, мясных консервов, а также варёных и копчёных колбасных изделий (сосисок и колбас нескольких наименований).
В целом, в советское время мясокомбинат (вместе с обеспечивающими его деятельность птицефабриками) входил в состав Ворошиловградского областного производственного объединения мясной промышленности и являлся одним из ведущих предприятий города.
После провозглашения независимости Украины государственное предприятие было преобразовано в общество с ограниченной ответственностью. В дальнейшем, комбинат остановил производство и был разобран на металлолом.